# Mundo Aborigen
Mundo Aborigen (spanisch für „Welt der Eingeborenen“) ist ein archäologisches Freilichtmuseum in der Gemeinde San Bartolomé de Tirajana auf der Insel Gran Canaria in der spanischen Provinz Las Palmas. 

## Geschichte und Beschreibung
Das im Juni 1994 eröffnete Museum befindet sich auf dem Gebiet des Ayagaures-Naturparks, etwa 11 km nördlich von Playa del Inglés an der Straße nach Fatage (Carretera Fataga; GC-60/GC-520). Es bietet Einblicke in eine Dorfgemeinschaft der Canarios vor der Eroberung der kanarischen Inseln durch die Spanier. Auf einer Fläche von rund 110.000 m² werden in originalgetreu rekonstruierten Gebäuden mit mehr als 100 lebensgroßen Figuren und teils auch mit lebenden Tieren Szenen aus dem Alltag der damaligen Inselbewohner dargestellt. Die Anlage ist in Form eines Rundweges begehbar. An jeder Station sind mehrsprachige Tafeln mit Hintergrundinformationen zu finden. Die plastischen Darstellungen, teilweise mit akustischen Effekten unterlegt, umfassen Themen wie Ackerbau und Viehzucht, Sport, Handwerk, Medizin, Gerichtswesen und Hinrichtungsmethoden der Altkanarier. In einem angeschlossenen Gebäude befindet sich eine kleine Ausstellung archäologischer Artefakte.